# Стівен Міллер
Стівен Міллер (англ. Stephen Miller; нар. 23 серпня 1985, Санта-Моніка, Каліфорнія) — старший радник президента США Дональда Трампа з питань політики. Раніше він був директором з комунікацій тодішнього сенатора від штату Алабама Джеффа Сешнса, працював прес-секретарем членів Палати представників США Мішель Бакмен і Джона Шадегга.
Міллер народився в ліберальній єврейській сім'ї, виріс у Санта-Моніці. У 2007 р. отримав ступінь бакалавра політології в Дюкському університеті, Північна Кароліна.